# Félix de Las Cases

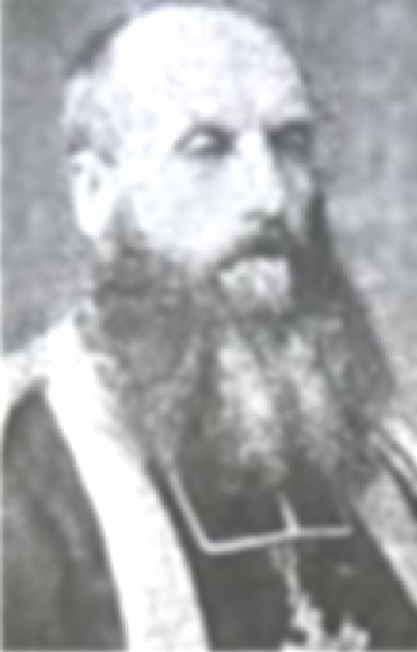
Bischof Félix de Las Cases (1867)

Félix-Joseph-François-Barthélemy de Las Cases (* 12. September 1819 in Poudis, Département Tarn; † 1. Oktober 1880 in Béziers, Département Hérault) war ein französischer Geistlicher und römisch-katholischer Bischof von Constantine-Hippone.

## Leben
Félix de Las Cases empfing am 14. Juli 1861 das Sakrament der Priesterweihe.
Mit der Gründung des Bistums Constantine als Suffraganbistum des Erzbistums Algier durch Papst Pius IX. am 25. Juli 1866 wurde Félix de Las Cases am 19. Januar 1867 zum ersten Bischof von Constantine ernannt und am 27. März desselben Jahres präkonisiert. Die Bischofsweihe spendete ihm am 5. Mai 1867 in Paris der Erzbischof von Algier, Charles-Martial Lavigerie; Mitkonsekratoren waren der Titularbischof von Sura, Henri-Louis-Charles Maret, und der Bischof von Nancy, Joseph-Alfred Foulon.
Mit der Umbenennung des Bistums Constantine am 23. September 1867 wurde Félix de Las Cases zum Bischof von Constantine-Hippone. Zwischen 1869 und 1870 war er als Konzilsvater Teilnehmer am Ersten Vatikanischen Konzil. Sein Konzilstheologe war der spätere Bischof von La Rochelle, Émile Le Camus. De Las Cases blieb bis zu seiner Emeritierung am 29. August 1870 als Bischof im Amt.

## Auszeichnungen
Am 1. August 1868 wurde Bischof Félix de Las Cases zum Ritter der Ehrenlegion ernannt.